# 済州 (敷設艇)
| 艦歴     | 艦歴                                                                            |
| -------- | ------------------------------------------------------------------------------- |
| 計画     | ④計画                                                                           |
| 起工     | 1941年1月15日                                                                   |
| 進水     | 1941年11月15日                                                                  |
| 就役     | 1942年4月25日竣工                                                               |
| その後   | 佐世保方面で終戦を迎える                                                        |
| 除籍     | 1945年10月22日                                                                  |
| 性能諸元 |                                                                                 |
| 排水量   | 基準：720トン、公試：750トン                                                    |
| 全長     | 74.70m                                                                          |
| 全幅     | 7.85m                                                                           |
| 吃水     | 2.60m                                                                           |
| 機関     | マン式三号ディーゼル2基2軸 3,600馬力                                            |
| 速力     | 20.0kt                                                                          |
| 航続距離 | 14ktで2,000浬                                                                   |
| 燃料     | 重油：35トン                                                                    |
| 乗員     | 67名                                                                            |
| 兵装     | 8cm高角砲1基 13mm連装機銃1基2挺 爆雷36個、捕獲網8組 （もしくは九三式機雷120個） |

済州（さいしゅう）は、日本海軍の敷設艇。平島型敷設艇の5番艇。

## 艦歴
1942年（昭和17年）4月25日、日立桜島造船所にて竣工。
佐世保鎮守府籍、鎮海警備府部隊に編入され、対馬海峡での哨戒、護衛等に従事。
1944年（昭和19年）6月15日、第4海上護衛隊に編入、船団護衛に従事。7月12日、横須賀鎮守府部隊に編入、同方面の機雷敷設や父島方面への船団護衛に従事。12月11日、佐世保鎮守府部隊へ編入、以降、佐世保を基地に同方面で船団護衛に従事し終戦を迎える。
1945年（昭和20年）10月22日、除籍され復員輸送艦となる。1947年（昭和22年）10月3日、青島にて中国へ引き渡し、「永靖」と改名された。引渡後米軍式装備に改装、7.62cm砲1門、40mm機関砲3挺、20mm機関砲5挺となる。1960年5月1日除籍。